# Violences gynécologiques et obstétricales

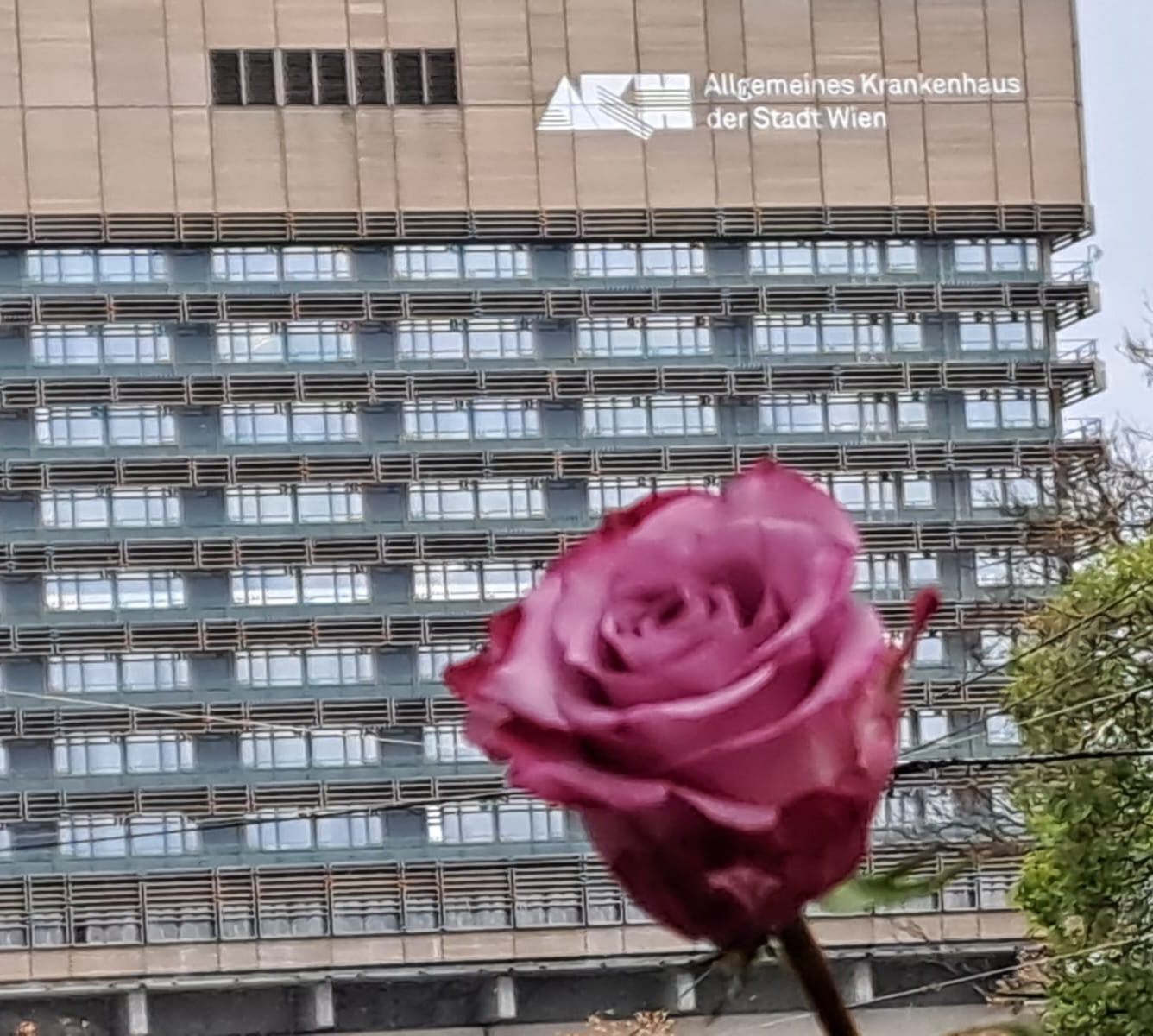
Une rose déposée devant l'hôpital général de Vienne le 25 novembre 2023, dans le cadre du, un mouvement global de lutte contre les violences gynécologiques et obstétricales

Les violences gynécologiques et obstétricales sont les comportements, actes, paroles, ou omissions commis par le personnel de santé, qui ne sont pas justifiés médicalement ou sont accomplis sans le consentement libre et éclairé d'une femme enceinte, d'une parturiente ou d'une jeune mère. Des comportements inappropriés ou sexistes sont aussi recensés. Ces violences font partie des violences médicales et sont incriminées par le Code pénal lorsqu'elles portent atteintes à l'intégrité, à la liberté, à la dignité et à la personnalité de la patiente.
Il s'agit d'un type de violence contre les femmes. Longtemps taboues même en milieu féministe, ces maltraitances sont désormais décrites et débattues dans la sphère publique et médiatique, notamment grâce à l'action de Marie-Hélène Lahaye dans le monde francophone.

## Description
Sont notamment cités comme relevant de la violence obstétricale, :
- la révision utérine, lorsque réalisée sans anesthésie ;
- l'épisiotomie, lorsque pratiquée de manière quasi-systématique ;
- le « point du mari » : point de suture appliqué après une épisiotomie resserrant l'entrée du vagin ;
- l'injection d'ocytocine de synthèse (oxytocine) au cours de l'accouchement sans l'accord de la parturiente ;
- le toucher vaginal, lorsque pratiqué sans consentement ou sur une patiente anesthésiée.

## Historique
Les références bibliographiques répondant au mot-clé « violence obstétricale » sont disponibles sur la base de données de l'Alliance francophone pour un accouchement respecté (AFAR).
L'article du Ladies Home Journal, un magazine grand public américain datant de 1958, est vraisemblablement la première dénonciation des violences obstétricales. La sage-femme canadienne Gloria Lemay estime qu'il a eu « un énorme impact sur les femmes » et a « initié le mouvement visant à autoriser la présence des pères dans les salles d'accouchement ».
En 1965, F. Edmonde Morin publie en France l'ouvrage Petit Manuel de guérilla à l'usage des femmes enceintes, dénonçant « la confiscation de la maternité » par le corps médical.
Dès la première moitié des années 1990, une revue de la littérature scientifique montre que l’accouchement peut donner lieu à des traumatismes, allant pour certains jusqu’au syndrome de stress post-traumatique.
Au début des années 2000 en France, plusieurs associations s'engagent à militer pour une « naissance respectée ». Les pratiques intrusives sur le corps des parturientes, dans un univers surmédicalisé, sont de plus en plus souvent assimilées à des « viols » ou des « mutilations génitales » (dans le cas de l'épisiotomie sans consentement). Le terme « violence obstétricale » était déjà utilisé au Québec en 2002 et repris en France à partir de 2004 pour désigner des gestes accomplis sans le consentement de la patiente, bien que ces prises de position fussent qualifiées « d'extrémistes » par le corps médical, voire « rétrogrades » dans certains groupes féministes qui tenaient la médicalisation de l'accouchement pour une avancée indiscutable de leur cause.
En 2009, une étude réalisée pour la Haute autorité de santé (HAS) sur la maltraitance « ordinaire » (car banalisée, et non exceptionnelle) dans les établissements de santé pose des bases d’analyse dans le contexte français, bien que ce rapport ne cible pas spécifiquement l'obstétrique et la maternité.
En 2010, le Venezuela définit dans la loi sur les droits des femmes, la violence obstétricale et en donne la définition suivante : « l'appropriation du corps et du processus de reproduction des femmes par le personnel de santé, [...] entraînant une perte d'autonomie et la capacité de décider librement de leurs corps et de leur sexualité, ayant un impact négatif sur la qualité de vie des femmes ».
Le 3 octobre 2019, le Conseil de l'Europe adopte une résolution pour lutter contre les violences obstétricales.

## Pays

### En Belgique
Mi 2022, le Sénat prépare un rapport d'information sur les violences obstétricales devant déboucher sur des recommandations annoncées pour fin 2022.

### En France
Le débat est relancé en France dès 2014, avec une forte médiatisation, par le hashtag #PayeTonUterus. Des milliers de femmes témoignent sur les réseaux sociaux des jugements de valeur, paroles ou comportements déplacés qu'elles ont eu à subir de la part du personnel de santé autour de leur santé gynécologique et sexuelle. Un collectif crée à ce moment le site collaboratif Gyn&co, pour recenser des soignants respectueux de leur patientèle.
Début 2015, un internaute révèle que l'enseignement du toucher vaginal est réalisé, dans certaines services hospitaliers, sur des patientes endormies au bloc opératoire. La BBC réalisera un documentaire sur le lancement de cette affaire.
Une tribune appelant au respect du consentement dans l'enseignement de la médecine est rédigée par Marie-Hélène Lahaye, Clara de Bort et Béatrice Kammerer et co-signée par une cinquantaine de personnalités. Marisol Touraine, alors ministre chargée de la santé, commande un rapport à la conférence des doyens, rapport rendu public en octobre 2015.
Un documentaire diffusé sur France Culture en septembre 2015 présente de nombreux témoignages et relance le débat.
En 2016, Marie-Hélène Lahaye, qui tient le blog Marie accouche là portant sur une analyse politique et féministe autour de la naissance, définit la violence obstétricale comme « tout comportement, acte, omission ou abstention commis par le personnel de santé, qui n’est pas justifié médicalement et/ou qui est effectué sans le consentement libre et éclairé de la femme enceinte ou de la parturiente. ».
Un débat reprend en juillet 2017, lorsque la secrétaire d'État chargée de l'Égalité entre les femmes et les hommes Marlène Schiappa commande un rapport sur le sujet au Haut Conseil à l'égalité entre les femmes et les hommes, en annonçant en particulier un taux d'épisiotomie en France de 75 %, contre une recommandation OMS de l'ordre de 20 à 25 %. Le Collège national des gynécologues et obstétriciens français s'est insurgé de ce commentaire. En effet, là où l'INSERM évoque un taux de 26,8 % dans un rapport de 2010, la secrétaire d'État s'appuie sur une étude menée en 2013 par l'association Maman travaille, association dont elle est la fondatrice. Le Collectif interassociatif autour de la naissance (CIANE) commente cette « bataille de chiffres » et publie en octobre un communiqué de presse sur les violences obstétricales.
En 2017, l'ouvrage Le livre noir de la gynécologie, contenant de nombreux témoignages de violences gynécologiques et obstétricales, est publié.
Le rapport publié le 29 juin 2018 par le Haut Conseil à l'Égalité entre les femmes et les hommes recommande 26 actions pour reconnaître l'existence et l'ampleur des actes sexistes, les prévenir, faciliter leur signalement, les condamner et informer les femmes sur leurs droits. Selon ce rapport, la surreprésentation des hommes dans les spécialités médicales gynécologie et obstétrique, le nombre élevé de consultations de suivis médicaux, la non-prise en compte dans la formation du personnel médical du caractère intime ainsi que l'absence de formations sur les violences sexistes et sexuelles favorisent les agissements sexistes.

### Aux États-Unis
Entre les années 1950 et 1980, certains obstétriciens et gynécologues nord-américains auraient pratiqué le "point du mari" qui consiste en des sutures clandestines effectuées après une épisiotomie pour rendre l’entrée du vagin plus étroite afin d'augmenter soi-disant le plaisir du partenaire sexuel de la femme qui en est victime, ce qui provoque des douleurs à long-terme. Il n'y a pas de preuve que cette pratique ait été répandue en Amérique du Nord, mais elle apparaît dans des études sur l'épisiotomie au Brésil par exemple. 
En 1958, une sage-femme écrit anonymement au Ladies Home Journal, un magazine grand public américain, et supplie l'éditeur d'investiguer sur les violences obstétricales. Il s'ensuit une avalanche de lettres de femmes qui dénoncent des abus de médicaments pour le confort du médecin, des femmes attachées pendant leur accouchement ou des médecins insultants. 

### Au Mexique
Une étude de 2012, conduite dans deux hôpitaux publics de Mexico, montre des abus physiques et verbaux ainsi qu'une discrimination des femmes à la charge de l'état de la part du personnel médical.